# Olympische Sommerspiele 1960/Teilnehmer (Venezuela)
| Gelbes Symbol für Goldmedaillen mit stilisierten Olympischen Ringen | Graues Symbol für Silbermedaillen mit stilisierten Olympischen Ringen | Braundes Symbol für Bronzemedaillen mit stilisierten Olympischen Ringen |
| ------------------------------------------------------------------- | --------------------------------------------------------------------- | ----------------------------------------------------------------------- |
| —                                                                   | —                                                                     | 1                                                                       |

Venezuela nahm an den Olympischen Sommerspielen 1960 in der italienischen Hauptstadt Rom mit einer Delegation von 36 Sportlern, 31 Männer und fünf Frauen, an 26 Wettbewerben in neun Sportarten teil.
Seit 1948 war es die vierte Teilnahme Venezuelas an Olympischen Sommerspielen.
Jüngste Athletin war mit 17 Jahren und 177 Tagen die Schwimmerin Anneliese Rockenbach, ältester Athlet der Sportschütze Enrico Forcella (52 Jahre und 328 Tage).

## Flaggenträger
Der Sprinter Rafael Romero trug die Flagge Venezuelas während der Eröffnungsfeier im Olympiastadion.

## Medaillen
Mit einer gewonnenen Bronzemedaille belegte das Team Venezuelas Platz 41 im Medaillenspiegel.

### Bronze
| Enrico Forcella | Schießen | Kleinkaliber liegend |

## Teilnehmer nach Sportarten

### Boxen
Herren
- Miguel Amarista
  - Halbweltergewicht

Rang neun
Runde eins: Freilos
Runde zwei: Punktsieg gegen Jorge Salomão aus Brasilien (3:2 Runden, 294:291 Punkte – 59:57, 59:59 (Runde verloren), 59:58, 59:58, 58:59)
Runde drei: Niederlage gegen Kim Deuk-Bong aus Südkorea durch technischen KO in der zweiten Runde

- Fidel Odreman
  - Mittelgewicht

Rang 17
Runde eins: Niederlage gegen Edward Crook aus den Vereinigten Staaten von Amerika durch technischen KO in der ersten Runde (2:58 Minuten)

- Mario Romero
  - Leichtgewicht

Rang 17
Runde eins: Freilos
Runde zwei: Punktniederlage gegen Harry Campbell aus den Vereinigten Staaten von Amerika (1:4 Runden, 287:290 Punkte – 57:59, 58:56, 58:59, 57:58, 57:58)

### Fechten
Damen

Florett Mannschaft
- Ergebnisse
Runde eins: ausgeschieden in Gruppe eins (Rang drei), kein Match gewonnen – zwei verloren, sechs Duelle gewonnen – 26 verloren
3:13-Niederlage gegen die Sowjetunion
3:13-Niederlage gegen Italien
- Mannschaft
Belkis Leal
Teófila Márquiz
Ingrid Sander
Norma Santini

Einzel
- Belkis Leal
  - Florett

Runde eins: ausgeschieden in Gruppe zwei (Rang sechs), kein Duell gewonnen – fünf verloren, drei Treffer erzielt – 20 erlitten
0:4-Niederlage gegen Sylwia Julito aus Polen
0:4-Niederlage gegen Lídia Dömölky-Sákovics aus Ungarn
2:4-Niederlage gegen Janice Romary aus den Vereinigten Staaten von Amerika
1:4-Niederlage gegen Maria Grötzer aus Österreich
0:4-Niederlage gegen Janice Romary aus Finnland

- Ingrid Sander
  - Florett

Runde eins: ausgeschieden in Gruppe vier (Rang sechs), kein Duell gewonnen – fünf verloren, neun Treffer erzielt – 20 erlitten
0:4-Niederlage gegen Elżbieta Pawlas aus Polen
2:4-Niederlage gegen Irene Camber aus Italien
2:4-Niederlage gegen Monique le Roux aus Frankreich
2:4-Niederlage gegen Margaret Stafford aus Großbritannien
3:4-Niederlage gegen Helga Gnauer aus Österreich

- Norma Santini
  - Florett

Runde eins: ausgeschieden in Gruppe drei (Rang sechs), ein Duelle gewonnen – vier verloren, 13 Treffer erzielt – 18 erlitten
1:4-Niederlage gegen Traudl Ebert aus Österreich
3:4-Niederlage gegen Bruna Colombetti-Peroncini aus Italien
3:4-Niederlage gegen Christina Lagerwall aus Schweden
4:2-Niederlage gegen Rosemarie Scherberger aus Deutschland
2:4-Niederlage gegen Johanna Winter aus Australien

Herren

Florett Mannschaft
- Ergebnisse
Runde eins: ausgeschieden in Gruppe fünf (Rang drei), kein Match gewonnen – zwei verloren, vier Duelle gewonnen – w8 verloren
2:14-Niederlage gegen Deutschland
2:14-Niederlage gegen Großbritannien
- Mannschaft
Luis García
Jesús Gruber
Augusto Gutiérrez
Freddy Quintero

Einzel
- Luis García
  - Florett

Runde eins: ausgeschieden in Gruppe vier (Rang vier), drei Duelle gewonnen – drei verloren, 22 Treffer erzielt – 26 Treffer erlitten
2:5-Niederlage gegen Janusz Różycki aus Polen
1:5-Niederlage gegen Eugene Gerson Glazer aus den Vereinigten Staaten von Amerika
5:4-Sieg gegen Jenő Kamuti aus Ungarn
5:4-Sieg gegen Jesús Díez aus Spanien
5:3-Sieg gegen Göran Abrahamsson aus Schweden
4:5-Niederlage gegen Gilbert Orengo aus Monaco
  - Säbel

Runde eins: ausgeschieden in Gruppe vier (Rang sechs), kein Duell gewonnen – fünf verloren, acht Treffer erzielt – 25 erlitten
1:5-Niederlage gegen Jerzy Pawłowski aus Polen
1:5-Niederlage gegen José Van Baelen aus Belgien
1:5-Niederlage gegen Josef Wanetschek aus Österreich
2:5-Niederlage gegen Benito Ramos aus Mexiko
3:5-Niederlage gegen César de Diego aus Spanien

- Jesús Gruber
  - Florett

Runde eins: in Gruppe fünf (Rang eins) für die zweite Runde qualifiziert, fünf Duelle gewonnen – eins verloren, 25 Treffer erzielt – 16 erlitten
5:4-Sieg gegen Jürgen Brecht aus Deutschland
5:3-Sieg gegen Mario Curletto aus Italien
5:1-Sieg gegen Assen Djakowski aus Bulgarien
5:2-Sieg gegen Harry Thuillier aus Irland
5:1-Sieg gegen Jean Khayat aus Tunesien
0:5-Niederlage gegen Édouard Didier aus Luxemburg
Runde zwei: in Gruppe eins (Rang vier) für das Viertelfinale qualifiziert, zwei Duelle gewonnen – zwei verloren, 13 Treffer erzielt – 17 erlitten
2:5-Niederlage gegen Bill Hoskyns aus Großbritannien
1:5-Niederlage gegen Albert Axelrod aus den Vereinigten Staaten von Amerika
5:4-Sieg gegen Joaquín Moya aus Spanien
5:3-Sieg gegen László Kamuti aus Ungarn
Viertelfinale: ausgeschieden in Gruppe drei (Rang sechs), kein Duell gewonnen – vier verloren, neun Treffer erzielt – 20 erlitten
1:5-Niederlage gegen Wiktor Schdanowitsch aus der Sowjetunion
3:5-Niederlage gegen Janusz Różycki aus Polen
2:5-Niederlage gegen Roger Closset aus Frankreich
3:5-Niederlage gegen Alberto Pellegrino aus Italien

- Augusto Gutiérrez
  - Säbel

Runde eins: ausgeschieden in Gruppe eins (Rang vier), ein Duell gewonnen – drei verloren, neun Treffer erzielt – 19 erlitten
2:5-Niederlage gegen Claude Arabo aus Frankreich
1:5-Niederlage gegen Wilfried Wöhler aus Deutschland
1:5-Niederlage gegen Assen Djakowski aus Bulgarien
5:4-Sieg gegen Jean Khayat aus Tunesien

- Freddy Quintero
  - Florett

Runde eins: ausgeschieden in Gruppe zwei (Rang vier), drei Duelle gewonnen – drei verloren, 25 Treffer erzielt – 19 erlitten
2:5-Niederlage gegen Christian d’Oriola aus Frankreich
4:5-Niederlage gegen Ralph Cooperman aus Großbritannien
5:1-Sieg gegen Tim Gerresheim aus Deutschland
5:2-Sieg gegen Michael Sichel aus Australien
5:1-Sieg gegen Pedro Marçal aus Portugal
4:5-Niederlage gegen Moustafa Soheim aus den Vereinigten Arabischen Emiraten

### Gewichtheben
Herren
- Enrique Guittens
  - Leichtschwergewicht

Finale: Wettkampf nicht beendet (DNF)
Militärpresse: kein gültiger Versuch
Reißen: Wettkampf nicht angetreten
Stoßen: Wettkampf nicht angetreten

- Ambrosio Solorzano
  - Mittelgewicht

Finale: Wettkampf nicht beendet (DNF)
Militärpresse: kein gültiger Versuch
Reißen: Wettkampf nicht angetreten
Stoßen: Wettkampf nicht angetreten

### Leichtathletik
Herren

4 × 100 Meter Staffel
- Ergebnisse
Runde eins: in Lauf zwei (Rang drei) für das Halbfinale qualifiziert, 41,0 Sekunden (handgestoppt), 41,11 Sekunden (automatisch gestoppt)
Halbfinale: in Lauf eins (Rang zwei) für das Finale qualifiziert, 40,3 Sekunden (handgestoppt), 40,49 Sekunden (automatisch gestoppt)
Finale: 40,7 Sekunden (handgestoppt), 40,83 Sekunden (automatisch gestoppt), Rang fünf
- Staffel
Clive Bonas
Horacio Esteves, nach Runde eins durch Clive Bonas ersetzt
Lloyd Murad
Emilio Romero
Rafael Romero

Einzel
- Clive Bonas
  - Weitsprung

Qualifikationsrunde: Gruppe C, ohne gültige Weite, nicht für das Finale qualifiziert
Versuch eins: ungültig
Versuch zwei: ungültig
Versuch drei: ausgelassen

- Horacio Esteves
  - 100 Meter Lauf

Runde eins: in lauf drei (Rang eins) für das Viertelfinale qualifiziert, 10,4 Sekunden (handgestoppt), 10,62 Sekunden (automatisch gestoppt)
Viertelfinale: in lauf eins (Rang eins) für das Halbfinale qualifiziert, 10,5 Sekunden (handgestoppt), 10,71 Sekunden (automatisch gestoppt)
Halbfinale: ausgeschieden in Lauf zwei (Rang fünf), 10,5 Sekunden (handgestoppt), 10,57 Sekunden (automatisch gestoppt)

- Víctor Maldonado Flores
  - 400 Meter Hürden

Runde eins: ausgeschieden in Lauf sechs (Rang vier), 52,6 Sekunden (handgestoppt), 52,79 Sekunden (automatisch gestoppt)

- Lloyd Murad
  - 100 Meter Lauf

Runde eins: in Lauf fünf (Rang zwei) für das Viertelfinale qualifiziert, 10,7 Sekunden (handgestoppt), 10,82 Sekunden (automatisch gestoppt)
Viertelfinale: ausgeschieden in Lauf vier (Rang fünf), 10,8 Sekunden (handgestoppt), 10,97 Sekunden (automatisch gestoppt)
  - 200 Meter Lauf

Runde eins: ausgeschieden in Lauf sieben (Rang drei), 21,8 Sekunden (handgestoppt), 21,86 Sekunden (automatisch gestoppt)

- Rafael Romero
  - 100 Meter Lauf

Runde eins: in Lauf sieben (Rang drei) für das Viertelfinale qualifiziert, 10,7 Sekunden (handgestoppt), 10,89 Sekunden (automatisch gestoppt)
Viertelfinale: ausgeschieden in Lauf vier (Rang sechs), 11,1 Sekunden (handgestoppt), 11,23 Sekunden (automatisch gestoppt)
  - 200 Meter Lauf

Runde eins: in Lauf elf (Rang zwei) für das Viertelfinale qualifiziert, 21,4 Sekunden (handgestoppt), 21,60 Sekunden (automatisch gestoppt)
Viertelfinale: ausgeschieden in Lauf eins (Rang sieben), 21,4 Sekunden (handgestoppt), 21,58 Sekunden (automatisch gestoppt)

- Héctor Thomas
  - Zehnkampf

Finale: 5753 Punkte, Rang 20
100 Meter Lauf: 870 Punkte, 11,1 Sekunden (handgestoppt), 11,22 Sekunden (automatisch gestoppt), Rang vier
Weitsprung: 728 Punkte, 6,81 Meter, Rang 19
Kugelstoßen: 712 Punkte, 13,42 Meter, Rang 13
Hochsprung: 711 Punkte, 1,75 Meter, Rang 16
400 Meter Lauf: 576 Punkte, 54,1 Sekunden, Rang 26
110 Meter Hürden: 443 Punkte, 16,9 Sekunden (handgestoppt), 17,01 Sekunden (automatisch gestoppt), Rang 20
Diskuswurf: 648 Punkte, 40,77 Meter, Rang acht
Stabhochsprung: 400 Punkte, 3,20 Meter, Rang 22
Speerwurf: 549 Punkte, 51,15 Meter, Rang 16
1500 Meter Lauf: 116 Punkte, 5:25,2 Minuten, Rang 23

### Radsport
Herren

Mannschaftszeitfahren (100 km)
- Ergebnisse
Finale: 2:30:52,30 Stunden, Rang 23
- Mannschaft
Arsenio Chirinos
Víctor Chirinos
José Ferreira
Francisco Mujica

Einzel
- Arsenio Chirinos
  - Straßenrennen (175,3 km)

Finale: 4:20:57 Stunden, Rang 29

- José Ferreira
  - Straßenrennen (175,3 km)

Finale: 4:28:24 Stunden, Rang 63

- Francisco Mujica
  - Straßenrennen (175,3 km)

Finale: Wettkampf nicht beendet (DNF)

- Emilio Vidal
  - Straßenrennen (175,3 km)

Finale: 4:26:05 Stunden, Rang 62

### Ringen
Herren

Freistil
- Rafael Duran
  - Leichtgewicht

Rang 20, ausgeschieden nach Runde zwei mit sieben Minuspunkten
Runde eins: Punktniederlage gegen Bong Ug-won aus Südkorea, drei Minuspunkte
Runde zwei: Schulterniederlage gegen Mario Tovar aus Mexiko, sieben Minuspunkte

- César Ferreras
  - Halbschwergewicht

Rang zehn, ausgeschieden nach Runde drei mit sechs Minuspunkten
Runde eins: Freilos, null Minuspunkte
Runde zwei: Unentschieden gegen Eugen Holzherr aus der Schweiz, zwei Minuspunkten
Runde drei: Schulterniederlage gegen Anatoli Albul aus der Sowjetunion, sechs Minuspunkten

### Schießen
Herren
- Franco Bonato
  - Tontaubenschießen

Qualifikation: ohne Wertung ausgeschieden

- José Cazorla
  - Kleinkaliber liegend

Qualifikation: Gruppe eins, 380 Punkte, Rang 27, Gesamtrang 54, für das Finale qualifiziert
Runde eins: 93 Punkte, Rang 32
Runde zwei: 98 Punkte, Rang fünf
Runde drei: 94 Punkte, Rang 30
Runde vier: 95 Punkte, Rang 28
Finale: 570 Punkte, Rang 46
Runde eins: 94 Punkte, Rang 41
Runde zwei: 95 Punkte, Rang 30
Runde drei: 97 Punkte, Rang 24
Runde vier: 94 Punkte, Rang 48
Runde fünf: 95 Punkte, Rang 40
Runde sechs: 95 Punkte, Rang 44

- Carlos Crassus
  - Schnellfeuerpistole

Finale: 572 Punkte, Rang 26
Runde eins: 282 Punkte, Rang 37
Runde zwei: 290 Punkte, Rang zwölf

- Carlos Monteverde
  - Schnellfeuerpistole

Finale: 571 Punkte, Rang 27
Runde eins: 288 Punkte, Rang 22
Runde zwei: 283 Punkte, Rang 34

- Enrico Forcella
  - Kleinkaliber liegend

Qualifikation: Gruppe zwei, 391 Punkte, Rang drei, Gesamtrang fünf, für das Finale qualifiziert
Runde eins: 99 Punkte, Rang eins
Runde zwei: 99 Punkte, Rang zwei
Runde drei: 97 Punkte, Rang sechs
Runde vier: 96 Punkte, Rang 14
Finale: 587 Punkte, Rang drei 
Runde eins: 98 Punkte, Rang drei
Runde zwei: 97 Punkte, Rang 13
Runde drei: 98 Punkte, Rang 14
Runde vier: 98 Punkte, Rang neun
Runde fünf: 98 Punkte, Rang sechs
Runde sechs: 98 Punkte, Rang zwölf

- Abraham Zanella
  - Tontaubenschießen

Qualifikation: 93 Punkte, Rang sechs, für das Finale qualifiziert
Finale: 177 Punkte, Rang 22

### Schwimmen
Damen
- Anneliese Rockenbach
  - 100 Meter Freistil

Runde eins: ausgeschieden in Lauf drei (Rang fünf), 1:08,5 Minuten
  - 100 Meter Rücken

Runde eins: ausgeschieden in Lauf eins (Rang sieben), 1:18,6 Minuten

### Segeln
Herren

Star
- Ergebnisse
Finale: 1.485 Punkte, Rang 21
Rennen eins: 154 Punkte, 2:55:25 Stunden, Rang 23
Rennen zwei: 154 Punkte, 2:38:14 Stunden, Rang 23
Rennen drei: 154 Punkte, 2:35:19 Stunden, Rang 23
Rennen vier: 340 Punkte, 2:53:12 Stunden, Rang 15
Rennen fünf: 261 Punkte, 2:39:09 Stunden, Rang 18
Rennen sechs: 402 Punkte, 2:41:19 Stunden, Rang 13
Rennen sieben: 174 Punkte, 2:32:38 Stunden, Rang 22
- Mannschaft
Daniel Camejo
Peter Camejo